# Mitsubishi Ki-30
Mitsubishi Ki-30 (amerykańskie oznaczenie Ann) – japoński lekki samolot bombowy z okresu II wojny światowej.

## Historia
Na początku lat trzydziestych dowództwo japońskiego lotnictwa armii lądowej wydało wytyczne do opracowania nowego jednopłatowego samolotu bombowego. Samolot ten miał być samolotem porównywalnym do brytyjskiego samolotu bombowego Fairey Battle.
Samolot miał spełniać odpowiednie warunki:
- maksymalna prędkość: 400 km/h na wysokości 3000 m
- wysokość operacyjna: 2000-4000 m
- wykorzystanie silnika gwiazdowego Nakajima HA-5, silnika gwiazdowego Mitsubishi Ha-6 lub silnika rzędowego Kawasaki Ha-9-II
- ładunek bomb: 300 kg do (450 kg na krótkich dystansach)
- jeden przedni, stały karabin maszynowy kal. 7,7 mm i jeden tylny, ruchomy karabin maszynowy kal. 7,7 mm
- dwuosobowa załoga
- maksymalny ciężar startowa 3200 kg

Do opracowania takiego samolotu przystąpiła między innymi firma Mitsubishi, w której projekt sporządził inż. Fumihiko Kawano. Samolot ten oznaczono jako Ki-30, a oblotu prototypu dokonano 25 lub 28 lutego 1937 r. Prototyp ten był napędzany silnikiem Mitsubishi Ha-6 Zuisei o mocy 825 KM, silnik nie dawał jednak dostatecznej mocy. W związku z tym w drugim prototypie zastosowano silnik Nakajima Ha-5 Kai o większej mocy. 
Drugi prototyp spełniał już założenia dla tego typu samolotu i we wrześniu 1938 r. przystąpiono do produkcji seryjnej pod oznaczeniem Mitsubishi Ki-30. Jego produkcja seryjna trwała do kwietnia 1941 r., przy czym większość została wyprodukowana w zakładach Mitsubishi w Oe-machi,  a oprócz tego produkowany on był w 1. Lotniczo-Technicznym Arsenale Armii Lądowej w Tachikawa. Łącznie wyprodukowano 704 samolotów Mitsubishi Ki-30.

## Użycie
Mitsubishi Ki-30 od momentu rozpoczęcia produkcji seryjnej w marcu 1938 był systematycznie wprowadzany do jednostek lotniczych japońskiej armii lądowej i pod koniec 1938 r. stał się podstawowym samolotem bombowym.
Samoloty te trafiły przede wszystkim do jednostek stacjonujących i walczących w Chinach, gdzie służyły do końca II wojny światowej. Część samolotów trafiła również później do jednostek stacjonujących w Indochinach oraz na Filipinach, gdzie jednak szybko zostały zastąpione przez samoloty Mitsubishi Ki-51.  Od 1942 r. samoloty te były używane w jednostkach treningowych, a pod koniec wojny użyto ich do lotów samobójczych przez pilotów kamikaze.
W listopadzie 1940 r. 24 samoloty Mitsubishi Ki-30 zostały zakupione i dostarczone do Tajlandii, gdzie weszły w skład dwóch dywizjonów i zostały użyte w walkach z wojskami francuskimi. W lotnictwie tajskim oznaczono je Bin Jaw Thing 2 (samolot szturmowy typ 2), a nazywano je Nagoja.  
Po zakończeniu II wojny światowej część ocalałych samolotów był używana przez lotnictwo chińskie.

## Opis konstrukcji
Samolot Mitsubishi Ki-30 był średniopłatem o konstrukcji metalowej z wyjątkiem lotek i sterów, które pokryte były płótnem. 
Podwozie – stałe, w układzie klasycznym, z oprofilowanymi aerodynamicznie owiewkami na kołach. 
Napęd stanowił silnik gwiazdowy, śmigło trójłopatowe o zmiennym skoku. 
Bomby były umieszczone w komorze bombowej wewnątrz kadłuba (po dźwigarem skrzydeł) lub podczepiane pod skrzydłami, na zewnątrz od podwozia. Normalny ładunek bomb wynosił 300 kg, maksymalny 450 kg (na mniejsze odległości). Stanowiły go 3–4 bomby 100 kg, 6–9 bomb 50 kg lub 20–28 bomb 15 kg. Z tego, w komorze bombowej mieściła się jedna bomba 100 kg, 4 bomby 50 kg lub 12 bomb 15 kg.